# آلاله ترکیه‌ای
آلاله ترکیه‌ای (نام علمی: Ranunculus illyricus) نام یک گونه از سرده آلاله است. سردهٔ آلاله در ایران ۵۵ گونهٔ علفی یک ساله و چند ساله دارد. آلاله ترکیه‌ای یکی از ۵۵ گونهٔ موجود در ایران است.